# فرانک پیپ
فرانک پیپ (انگلیسی: Frank Pipp؛ زادهٔ ۲۲ مهٔ ۱۹۷۷) دوچرخه‌سوار اهل ایالات متحده آمریکا است.